# Panstenon clarum
Panstenon clarum är en stekelart som beskrevs av Girault 1915. Panstenon clarum ingår i släktet Panstenon och familjen puppglanssteklar. Inga underarter finns listade i Catalogue of Life.